# Албаны (казахский род)

Тамга Албанов

Албаны (каз. албан / alban / البان , туркм. alpan) — казахский род из племенного объединения уйсун Старшего жуза. Носители родового имени албан также известны в составе туркмен (входят в состав туркменских племен сакар и теке), каракалпаков, киргизов и узбеков.

## Этноним
Б. Я. Владимирцов говорил, что слово «алба[н]» по-монгольски означает «служба», «повинность», а производное от него «албату» — «обязанный службой», «повинностью». В. В. Радлов слову «албан» даёт значение: «подать», «обязательная коронная служба». Термин «алп» [алб + ан] был, возможно, перенесён на того, кто был обязан службой, т. е. на воинов феодальной дружины.

## Расселение и численность
Албаны населяют районы к востоку от Алма-Аты, проживают в Райымбекском, Кегенском, Уйгурском районах Алматинской области, с. Чунджа.Представители рода албан за рубежом населяют Или-Казахскую автономную область СУАР КНР, в частности г. Кульджа, уезды Текес, Кюнес, Монголкуре (Чжаосу), Шапшал-Сибо, Тогызтарау, а также в Кыргызской Республике: Тюпский район Иссык-Кульской области. Клич — «Райымбек».
По данным сельскохозяйственной переписи 1911 г. в Семиреченской области албанов насчитывалось 81,1 тыс. чел., в том числе Верненском уезде — 15,5 тыс. человек. Численность рода албан на сегодня составляет 750 тыс. чел.

## История
Согласно В. В. Вострову и М. С. Муканову, албаны имеют древнетюркское происхождение. Албаны, по их мнению, уже в V—VI вв. входили в союз племён дулу. Они пришли к выводу, что племена албан и суан, входя в конфедерацию племён дулу и будучи родственными дулатам, обитали так же, как и последние, на территории Семиречья с VI—VII вв.
При этом упоминание о собственно албанах и суанах доподлинно встречается лишь в середине XVIII в. в описании родоплеменного состава казахов Среднего и Старшего жузов, составленном М. Тевкелевым.
По начертанию тамг албаны и суаны близкородственны дулатам.
Согласно мнению ряда других исследователей, история албанов началась после периода монгольских завоеваний. Происхождение албанов часто освещают в рамках их родственных связей с другими родами из племенного объединения уйсун. Б. Б. Ирмуханов в уйсунах видел потомков дарлекин-монгольского племени ушин. Согласно шежире, предком уйсунов является Майкы-бий из монгольского племени ушин (хушин). Также возможна связь албанов с родом албат, ветвью кереитов (кереев).
Согласно альтернативному мнению, происхождение уйсунов связано с нирун-монгольском племенем баарин. Подобного мнения придерживаются М.-Х. Сулейманов, Ж. М. Сабитов и Н. Б. Баймуханов. Как считают Сабитов и Баймуханов, роды дулат, албан, шапрашты, ошакты являются потомками рода уйсун и имеют общего предка по мужской линии (предположительно это Байдибек, потомок Майкы-бия).
Албаны подразделяются на два крупных крыла — сары и шыбыл (чибыл). Наименования первого подразделения (сары) идентично этнониму средневековых половцев, а шыбыл близко этнониму чигиль, упоминаемому в мусульманских источниках X—XII вв. (джикиль) в районе р. Талас.
В русских источниках албаны известны с 1748 г. в составе Старшего жуза. Племя албан приняло участие в этногенезе и некоторых других тюркских народов. Так, среди киргизов имеются подразделения племени албан — жолболды, кангельды, чибыл, среди узбеков-катаганов — сакау; среди каракалпаков есть подразделение калкаман.

## Шежире
По устным родословным, впервые записанными Ч. Ч. Валихановым и Н. А. Аристовым, родоначальником казахских албанов является Жарыкшак, сын легендарного Байдебека.
Согласно шежире З. Садибекова: у Майкы был сын Бахтияр, у него было два сына — Ойсыл и Уйсил. У Ойсыла было три сына: Жалмамбет (отец Ошакты), Жарымбет (отец Шапырашты), Жарас (отец Ысты). У Уйсила сын Абак (Аксакал), у которого сын Караш-би. У него сыновья Байдибек и Байдуыл. У Байдуыла — сын Шакшам, у Байдибека — сын Сары Уйсун (от Байбише — старшей жены) и Жарыкшак (от Домалак ана). У Жарыкшака — сыновья Албан, Суан, Дулат.
Согласно шежире Г. Н. Потанина, у Уйсуна было два сына — Абак и Тарак. От Тарака происходили жалаиры, от Абака — Дулат, Албан, Суан (по другим сведениям добавляли Сары Уйсуна), от Токал (второй жены) — Шапырашты, Ошакты, Ысты, Сыргелы, а Канлы и Шанышкылы являются пришельцами (кирме).

## Гаплогруппа
Для уйсунов характерной является гаплогруппа С2-M217. Причем для кланов суан, албан, сарыуйсун, шапырашты характерно накопление только варианта С2*-М217 (хМ48, xM407). Генетически уйсунам из народов Центральной Азии наиболее близки баяты, проживающие в аймаке Увс на северо-западе Монголии.

## Родовой состав племени албан
Племя албан состоит из родов 
сары, таз (шобал), жарты, кызыл-борик, коныр-борик, алжан, айт, курман, кыстык, баба, жанибек, шажа, токан, салбен, каракиси, шоган и др., которые в свою очередь делятся на подроды.